# El May
El May är en ort i Mexiko.   Den ligger i kommunen Tanlajás och delstaten San Luis Potosí, i den centrala delen av landet, 260 km norr om huvudstaden Mexico City. El May ligger 135 meter över havet och antalet invånare är 313.
Terrängen runt El May är platt åt nordost, men åt sydväst är den kuperad. Terrängen runt El May sluttar norrut. Runt El May är det ganska tätbefolkat, med 93 invånare per kvadratkilometer. Närmaste större samhälle är Tocoy, 9,5 km söder om El May. Trakten runt El May består till största delen av jordbruksmark.